# Matjaž Birk
Matjaž Birk, slovenski germanist, jezikoslovec in literarni zgodovinar, * 18. februar 1963, Ljubljana.

## Življenje
Študiral je francoščino in nemščino na Filozofski fakulteti v Ljubljani. Po zaključenem študiju je delal kot organizator seminarjev in prevajalec pri Izobraževalnem centru za vodilne delavce pri Gospodarski zbornici Slovenije (sedanja IEDC Bled School of Management), voditelj jezikovnih tečajev pri Izobraževalnem centru za tuje jezike Ljubljana, predavatelj in na Fakulteti za družbene vede v Ljubljani.
Na Filozofski fakulteti v Ljubljani je magistriral iz nemške književnosti z delom Korespondenca med Josephom Rothom in Stefanom Zweigom (1996), z disertacijo Nemška literarna ustvarjalnost v časopisu Illyrisches Blatt (1819‒1849) pa doktoriral (1999).
V tujini se je izpopolnjeval na Humboldtovi Univerzi v Berlinu, Univerzi Friedricha Schillerja v Jeni, Goethejevem inštitutu v Berlinu, na L'École normale supérieure de Fontenay-Saint-Cloud v Parizu in na dunajski univerzi.

## Delo
Že od 1991 zaposlen kot visokošolski sodelavec na Filozofski fakulteti Univerze v Mariboru, od 2005 pa je na tej fakulteti izredni profesor za nemško književnost. Njegovo raziskovalno področje zajema novejšo nemško književnost; nemško literarno produkcijo na Slovenskem 19., zgodnjega 20. stoletja; literarno in kulturno zgodovino; sociologijo literarne zgodovine; recepcijo literarnih del ter procese literarnih in kulturnih transferjev. 
Kot predavatelj je gostoval na univerzah v Avstriji (Dunaj, Salzburg, Innsbruck), Nemčiji (Bayreuth, Dortmund), Franciji (Tours), Bolgariji (Sofija, Veliko Trnovo), na Hrvaškem (Zagreb) in drugod.
Strokovno se udejstvuje tudi kot član naslednjih inštitucij in projektov: Thalia Germanica, Združenje za avstrijsko literaturo in kulturo (GfÖL), Mednarodno združenje germanistov (IVG), Avstrijsko združenje germanistov (ÖGG), Združenje germanistov južne in jugovzhodne Evrope, Mednarodno združenje Stefana Zweiga, Mednarodno združenje Josepha Rotha in Društvo Slovenija-Francija.